# Parazaona klapperichi
Parazaona klapperichi es una especie de arácnido  del orden Pseudoscorpionida de la familia Chernetidae.

## Distribución geográfica
Se encuentra en la República Dominicana.